# Isabellah Andersson
Isabellah Moraa Andersson (ur. 12 listopada 1980 w prowincji Nyanza w Kenii) – kenijska lekkoatletka specjalizująca się w biegach długich. Od maja 2009 reprezentuje Szwecję.
Tuż po zmianie barw narodowych wystartowała na mistrzostwach Europy w biegach przełajowych. W 2010 startowała w biegu maratońskim podczas mistrzostw Europy w Barcelonie. Andersson przybiegła na metę jako piąta, lecz po dyskwalifikacji Živilė Balčiūnaitė i Naili Jułamanowej, Szwedce przypadł brązowy medal. W 2011 była siódma na mistrzostwach świata w Daegu. Osiemnastka zawodniczka igrzysk olimpijskich w Londynie (2012). Wielokrotna medalistka mistrzostw Szwecji oraz reprezentantka kraju w meczach międzypaństwowych.

## Osiągnięcia
| Rok  | Impreza                                   | Miejsce   | Konkurencja     | Pozycja     | Wynik   |
| ---- | ----------------------------------------- | --------- | --------------- | ----------- | ------- |
| 2009 | Mistrzostwa Europy w biegach przełajowych | Dublin    | indywidualnie   | 18. miejsce | 29:00   |
| 2010 | Mistrzostwa Europy                        | Barcelona | bieg maratoński | 3. miejsce  | 2:34:43 |
| 2011 | Mistrzostwa świata                        | Daegu     | bieg maratoński | 7. miejsce  | 2:30:13 |
| 2012 | Igrzyska olimpijskie                      | Londyn    | bieg maratoński | 18. miejsce | 2:27:36 |
| 2014 | Mistrzostwa świata w półmaratonie         | Kopenhaga | półmaraton      | 32. miejsce | 72:16   |

## Rekordy życiowe
- Bieg na 10 000 metrów – 33:16,67 (2012)
- Półmaraton – 1:10:02 (2010)
- Maraton – 2:23:41 (2011) rekord Szwecji.